# Area naturale protetta di interesse locale Foresta di Sant'Antonio
L'area naturale protetta di interesse locale Foresta di Sant'Antonio è un'area naturale protetta della regione Toscana istituita nel 1995.
Occupa una superficie di 929,00 ha nella provincia di Firenze. Più precisamente è situata nel versante occidentale della catena del Pratomagno, nel Comune di Reggello, a sud della Riserva Naturale Statale Biogenetica di Vallombrosa. 
La Foresta prende la forma di un semicerchio lungo il bacino del torrente Resco e presenta altitudini che vanno dai 600 m ai 1490 m del crinale principale. È attraversata da 18 km di sentieri segnalati dal CAI. 

## Storia
La Foresta di Sant'Antonio è stata parte della vicina Vallombrosa fino al 1976, quando è avvenuta la separazione e il passaggio alla Regione Toscana che ne ha delegato la gestione alla Comunità Montana Pratomagno poi alla Comunità Montana della Montagna Fiorentina, all'Unione dei Comuni della Montagna Fiorentina e oggi all'Unione dei Comuni Valdarno-Valdisieve 

## Fauna
La fauna della Foresta di Sant'Antonio è molto ricca, data la grande varietà di habitat. 
Nel sottobosco troviamo la salamandra pezzata. 
Tra gli uccelli i più diffusi sono la cinciallegra, la cinciarella, la cincia mora, la cincia bigia, il fringuello, il ciuffolotto, la ghiandaia, il colombaccio, il rampichino, il picchio muratore, il regolo, il fringuello, la ballerina gialla, il codirossone, la magnanina, la passera scopaiola, l'averla piccola, la sterpazzolina e il raro rampichino alpestre. 
Tra i rapaci l'allocco e la poiana. 
Tra gli anfibi citiamo la salamandrina dagli occhiali e fra i rettili la vipera e le numerose lucertole. 
Diffusi sono fra gli ungulati il capriolo e il cinghiale. 
Inoltre sono presenti la volpe, la puzzola, il ghiro, la donnola, il tasso, la faina, la lince, l'istrice e il lupo. 
Da segnalare come presenza di pregio vi è il Picchio nero (Dryocopus martius), più volte avvistato negli ultimi anni sempre però in modo ufficioso.  Il Picchio nero è un importante bioindicatore degli ambienti forestali maturi ad alta naturalità.  

Nei fossi della foresta è presente in maniera stabile il Gambero di fiume (Austropotamobius pallipes), presenza importantissima visto il grado di conservazione di questa specie che ad oggi si trova in pericolo di estinzione (stato di conservazione EN secondo i criteri delle Liste Rosse IUCN) 

## Flora
La Foresta presenta un susseguirsi di ambienti diversi dall'elevata naturalità. Il tipo di bosco più diffuso è la faggeta. Vi sono poi i boschi di conifere, le cerrete, le carpinete, i boschi misti, gli arbusteti e le zone rupestri. Infine i prati-pascolo, di origine antropica dovuti alla passata attività di pastorizia e allevamento brado del bestiame. Alcune di queste praterie sono ricoperte dal Nardo (Nardus stricta) - i "Nardeti" - un habitat naturale di interesse comunitario che vede attuarsi attività di conservazione e tutela per la conservazione della biodiversità europea. 
Nella faggeta il camminatore può imbattersi in alberi anche molto vecchi e di grandi dimensioni, come il Faggione di Prato a Marcaccio, maestoso albero monumentale. 
Presenti nella foresta anche numerosi torrenti, borri e sorgenti come, ad esempio, Massa Bernagia. 
Nelle faggete di quota è presente in maniera puntiforme la Lobaria pulmonaria, importante bioindicatore delle foreste mature. 

## Punti di interesse
Ai piedi della foresta, in località Ponte a Enna, a 2 km dal centro del paese di Reggello, vi è il Centro Visite delle Aree Protette del Comune di Reggello. Realizzato nel 2015 dove era una colonia per bambini, oggi ospita un percorso didattico sugli ecosistemi, una sala polifunzionale e una foresteria dove è possibile pernottare. La struttura è gestita dall’Associazione Viandare e si trova al centro degli itinerari per scoprire camminando la Foresta di Sant'Antonio e le aree naturali attigue. 
Dal Poggio di Massa Nera vengono effettuati voli in parapendio con istruttore. 
Sono presenti nella foresta alcuni bivacchi spartani e aree di sosta attrezzate con tavoli e panche. 